# Sibine varia
Sibine varia är en fjärilsart som beskrevs av Walker 1855. Sibine varia ingår i släktet Sibine och familjen snigelspinnare. Inga underarter finns listade i Catalogue of Life.